# گریستونز
گریستونز (به انگلیسی: Greystones) یک شهرک در ایرلند است که در لینستر واقع شده‌است.

## خصوصیات
گریستونز ۱۷٬۰۸۰ نفر جمعیت دارد و ۵۰ متر بالاتر از سطح دریا واقع شده‌است.

## نگارخانه

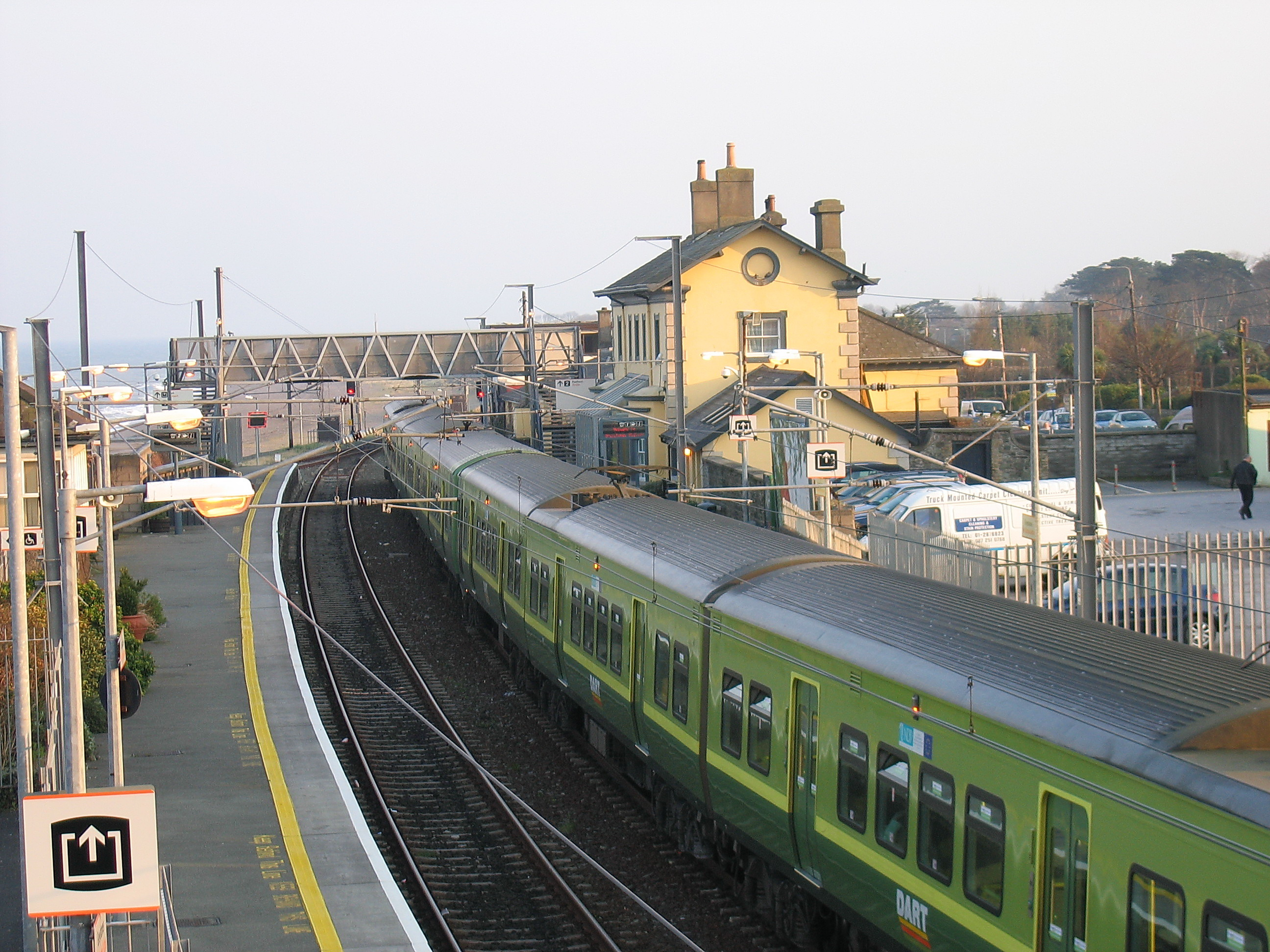
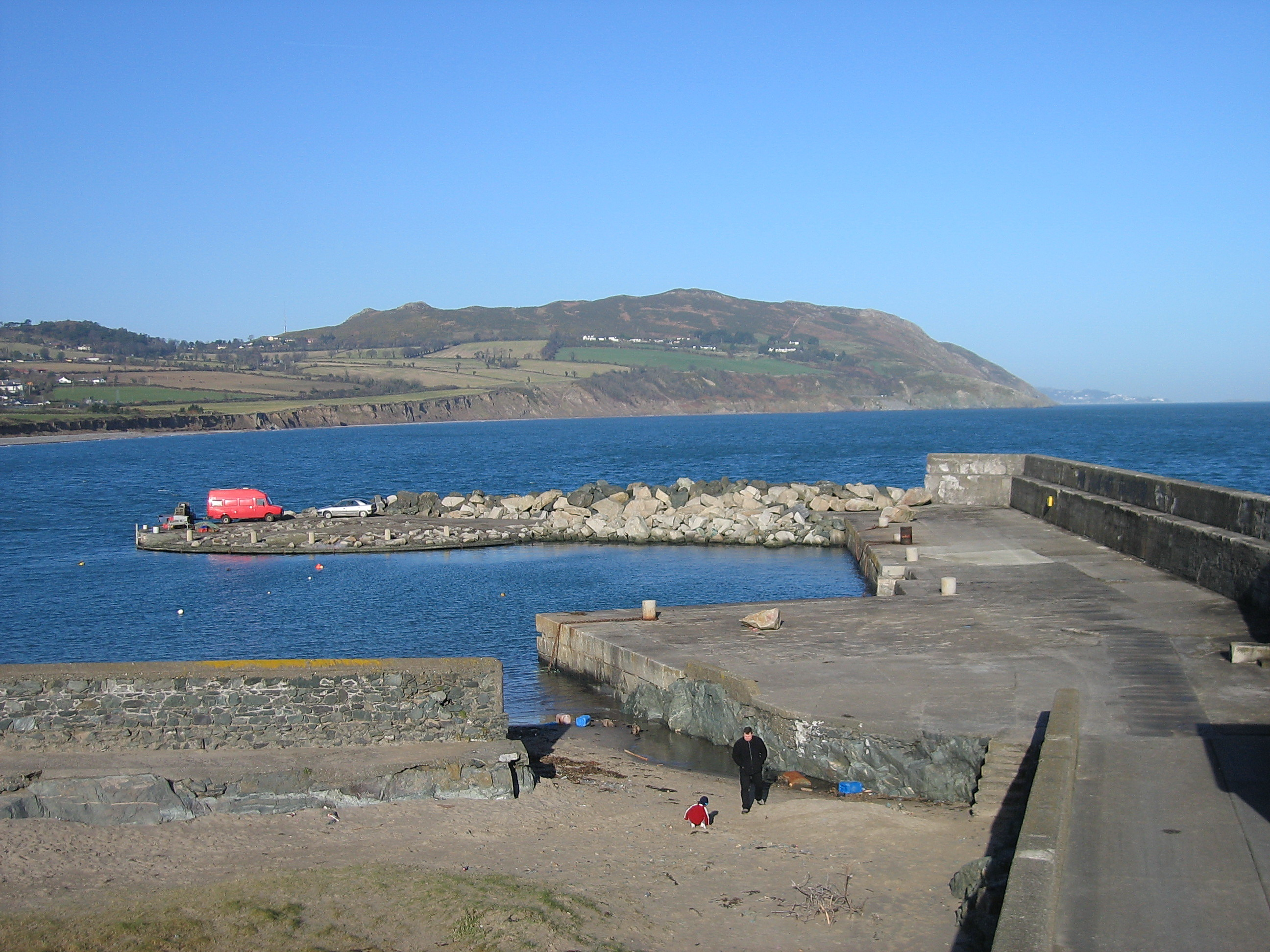
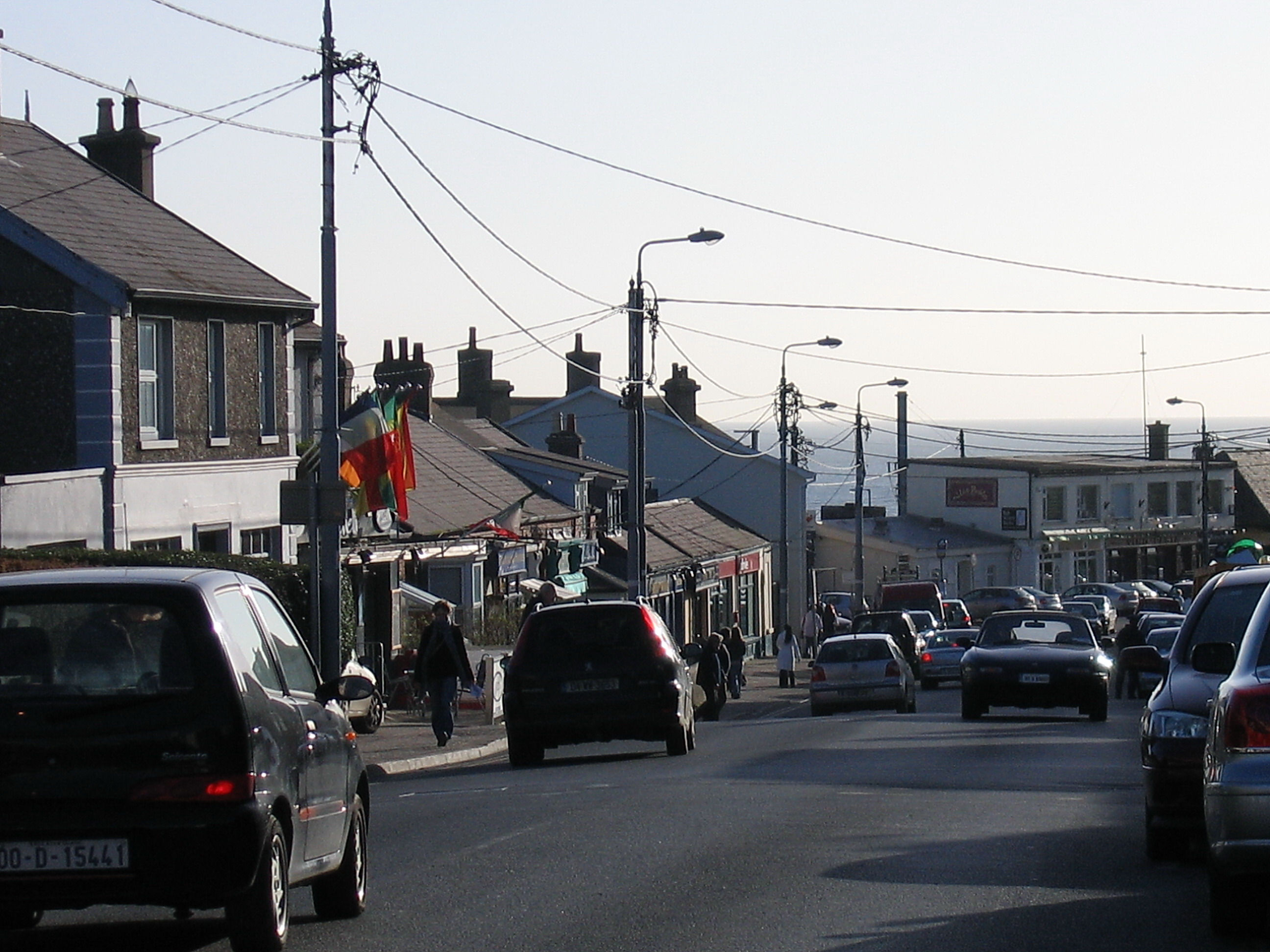
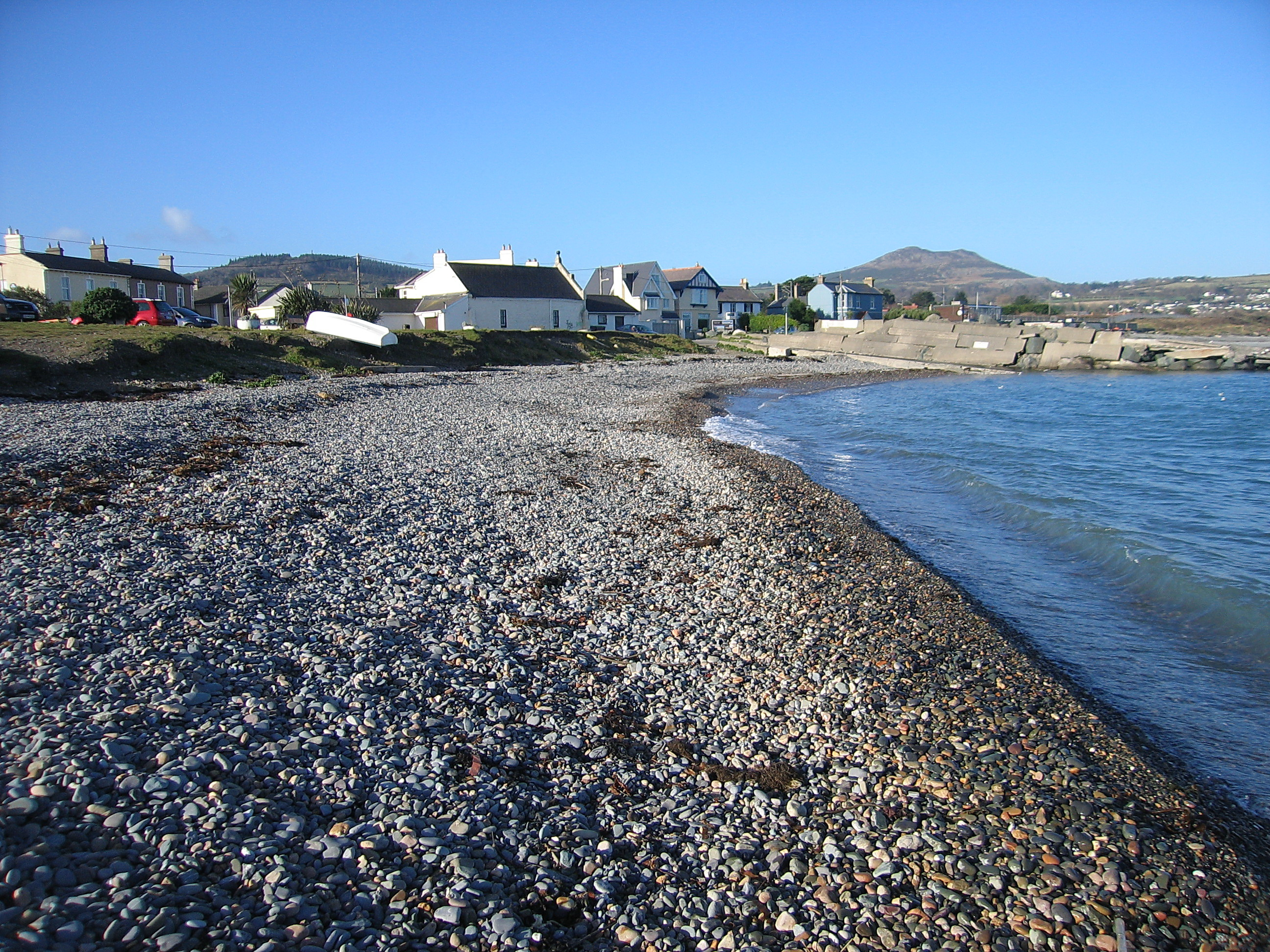
Harbour and Little Sugar Loaf
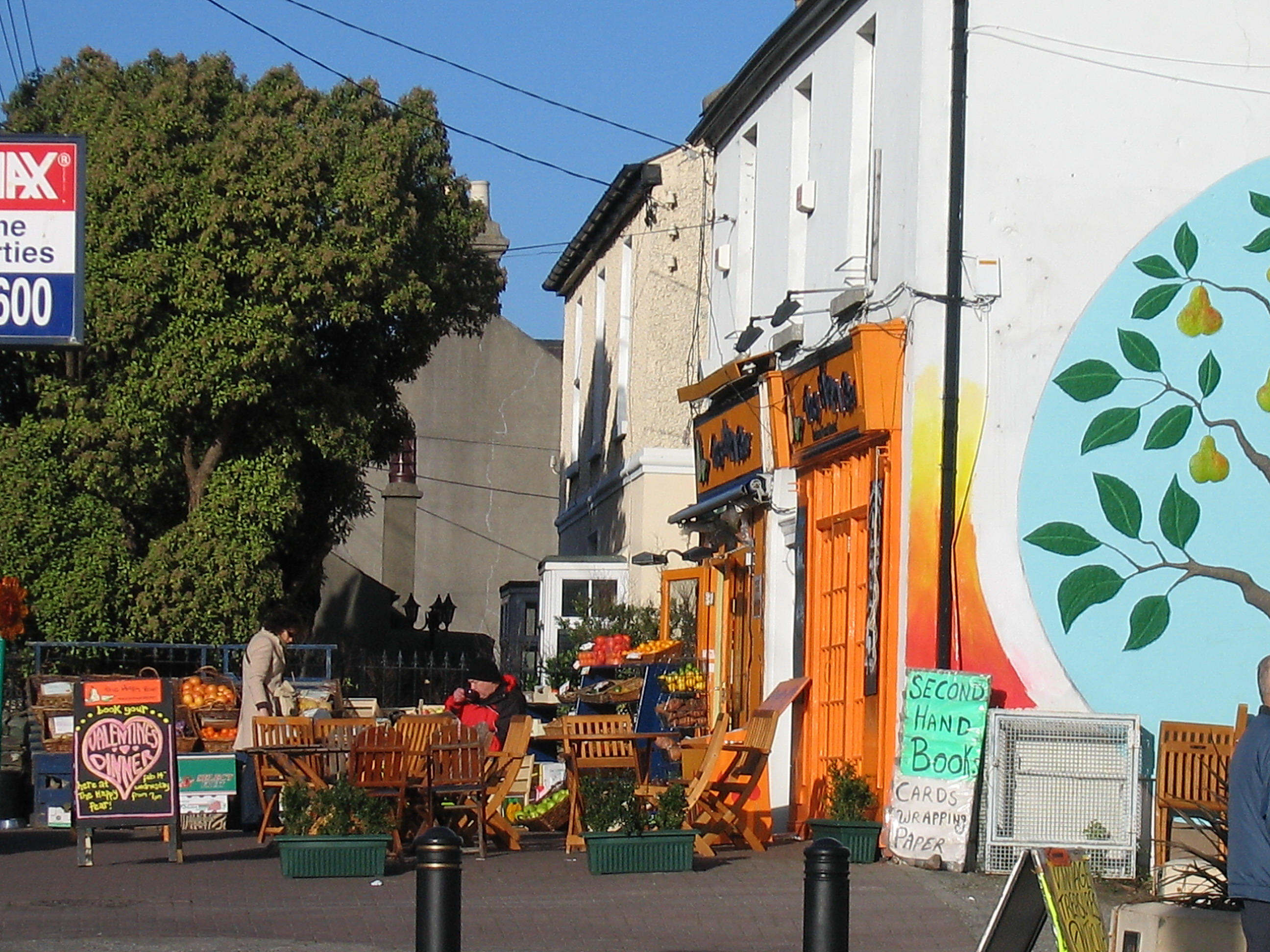
Street scene
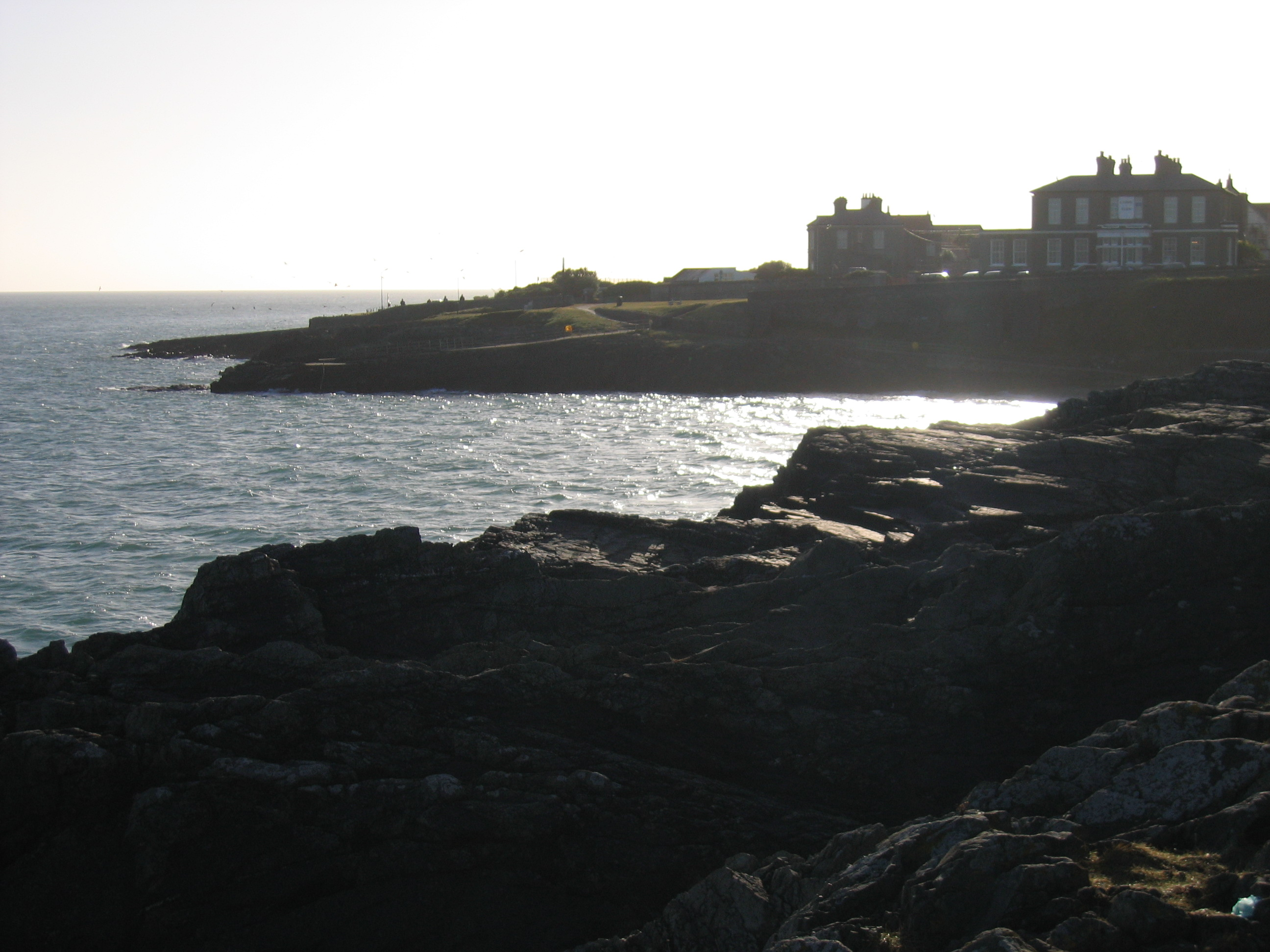
Seafront